# Prix Pulitzer de l'œuvre théâtrale

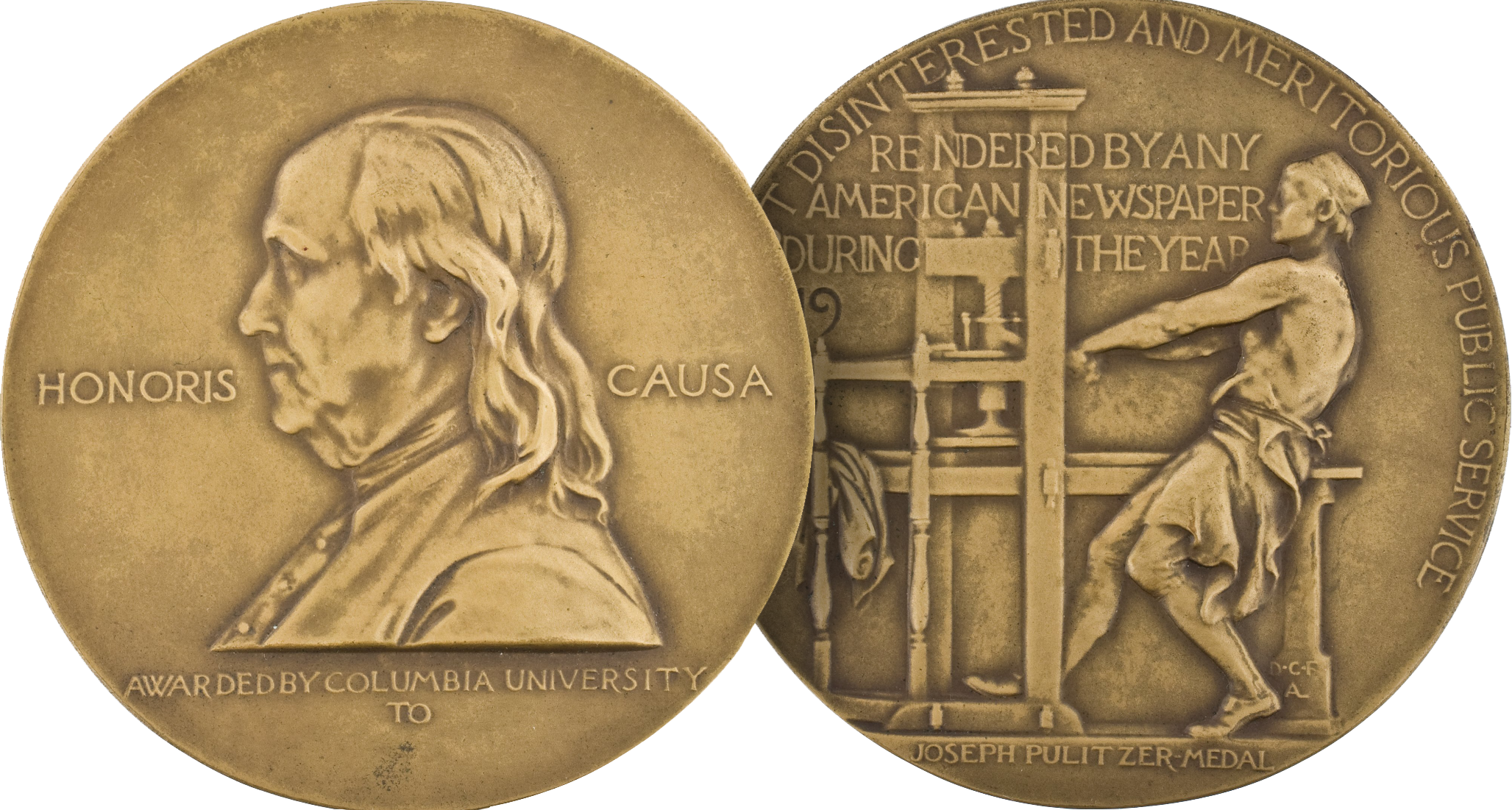
L'avers et le revers du prix Pulitzer en or.

Le prix Pulitzer de l'œuvre théâtrale est remis depuis 1918 pour récompenser une œuvre théâtrale originale d'un dramaturge américain, traitant de préférence de la vie américaine.

## Palmarès
† a aussi remporté le Tony Award de la meilleure pièce

* a aussi remporté le Tony Award de la meilleure comédie musicale

### Années 1910
| Année       | Production           | Auteur |
| ----------- | -------------------- | ------ |
| 1917        |                      |        |
| pas de prix | NC                   |        |
| 1918        |                      |        |
| Why Marry?  | Jesse Lynch Williams |        |
| 1919        |                      |        |
| pas de prix | NC                   |        |

### Années 1920
| Année                                   | Production     | Auteur |
| --------------------------------------- | -------------- | ------ |
| 1920                                    |                |        |
| Derrière l'horizon (Beyond the Horizon) | Eugene O'Neill |        |
| 1921                                    |                |        |
| Miss Lulu Bett                          | Zona Gale      |        |
| 1922                                    |                |        |
| Anna Christie                           | Eugene O'Neill |        |
| 1923                                    |                |        |
| Icebound                                | Owen Davis     |        |
| 1924                                    |                |        |
| Hell-Bent Fer Heaven                    | Hatcher Hughes |        |
| 1925                                    |                |        |
| They Knew What They Wanted              | Sidney Howard  |        |
| 1926                                    |                |        |
| Craig's Wife                            | George Kelly   |        |
| 1927                                    |                |        |
| In Abraham's Bosom                      | Paul Green     |        |
| 1928                                    |                |        |
| Strange Interlude                       | Eugene O'Neill |        |
| 1929                                    |                |        |
| Street Scene                            | Elmer Rice     |        |

### Années 1930
| Année                        | Production                                      | Auteur |
| ---------------------------- | ----------------------------------------------- | ------ |
| 1930                         |                                                 |        |
| Les Verts Pâturages          | Marc Connelly                                   |        |
| 1931                         |                                                 |        |
| Alison's House               | Susan Glaspell                                  |        |
| 1932                         |                                                 |        |
| Of Thee I Sing               | George S. Kaufman, Morrie Ryskind, Ira Gershwin |        |
| 1933                         |                                                 |        |
| Both Your Houses             | Maxwell Anderson                                |        |
| 1934                         |                                                 |        |
| Men in White                 | Sidney Kingsley                                 |        |
| 1935                         |                                                 |        |
| The Old Maid                 | Zoe Akins                                       |        |
| 1936                         |                                                 |        |
| Idiot's Delight              | Robert E. Sherwood                              |        |
| 1937                         |                                                 |        |
| You Can't Take It with You   | Moss Hart, George S. Kaufman                    |        |
| 1938                         |                                                 |        |
| Our Town                     | Thornton Wilder                                 |        |
| 1939                         |                                                 |        |
| Abe Lincoln in Illinois (en) | Robert E. Sherwood                              |        |

### Années 1940
| Année                                             | Production                    | Auteur |
| ------------------------------------------------- | ----------------------------- | ------ |
| 1940                                              |                               |        |
| The Time of Your Life (en)                        | William Saroyan               |        |
| 1941                                              |                               |        |
| There Shall Be No Night (en)                      | Robert E. Sherwood            |        |
| 1942                                              |                               |        |
| pas de prix                                       | NC                            |        |
| 1943                                              |                               |        |
| The Skin of Our Teeth (en)                        | Thornton Wilder               |        |
| 1944                                              |                               |        |
| pas de prix                                       | NC                            |        |
| 1945                                              |                               |        |
| Harvey                                            | Mary Chase                    |        |
| 1946                                              |                               |        |
| State of the Union                                | Russel Crouse, Howard Lindsay |        |
| 1947                                              |                               |        |
| pas de prix                                       | NC                            |        |
| 1948                                              |                               |        |
| Un tramway nommé Désir (A Streetcar Named Desire) | Tennessee Williams            |        |
| 1949                                              |                               |        |
| Mort d'un commis voyageur (Death of a Salesman)†  | Arthur Miller                 |        |

### Années 1950
| Année                                                        | Production                                          | Auteur |
| ------------------------------------------------------------ | --------------------------------------------------- | ------ |
| 1950                                                         |                                                     |        |
| South Pacific*                                               | Richard Rodgers, Oscar Hammerstein II, Joshua Logan |        |
| 1951                                                         |                                                     |        |
| pas de prix                                                  | NC                                                  |        |
| 1952                                                         |                                                     |        |
| The Shrike                                                   | Joseph Kramm                                        |        |
| 1953                                                         |                                                     |        |
| Picnic                                                       | William Inge                                        |        |
| 1954                                                         |                                                     |        |
| La Petite Maison de thé (The Teahouse of the August Moon)†   | John Patrick                                        |        |
| 1955                                                         |                                                     |        |
| La Chatte sur un toit brûlant (Cat on a Hot Tin Roof)        | Tennessee Williams                                  |        |
| 1956                                                         |                                                     |        |
| Le Journal d'Anne Frank (The Diary of Anne Frank)†           | Albert Hackett et Frances Goodrich                  |        |
| 1957                                                         |                                                     |        |
| Le Long Voyage vers la nuit (Long Day's Journey into Night)† | Eugene O'Neill                                      |        |
| 1958                                                         |                                                     |        |
| Look Homeward, Angel                                         | Ketti Frings (en)                                   |        |
| 1959                                                         |                                                     |        |
| J.B.†                                                        | Archibald MacLeish                                  |        |

### Années 1960
| Année                                             | Production                                                   | Auteur |
| ------------------------------------------------- | ------------------------------------------------------------ | ------ |
| 1960                                              |                                                              |        |
| Fiorello!*                                        | Jerome Weidman, George Abbott, Jerry Bock et Sheldon Harnick |        |
| 1961                                              |                                                              |        |
| All the Way Home                                  | Tad Mosel                                                    |        |
| 1962                                              |                                                              |        |
| How to Succeed in Business Without Really Trying* | Frank Loesser et Abe Burrows                                 |        |
| 1963                                              |                                                              |        |
| pas de prix                                       | NC                                                           |        |
| 1964                                              |                                                              |        |
| pas de prix                                       | NC                                                           |        |
| 1965                                              |                                                              |        |
| The Subject Was Roses†                            | Frank D. Gilroy                                              |        |
| 1966                                              |                                                              |        |
| pas de prix                                       | NC                                                           |        |
| 1967                                              |                                                              |        |
| Délicate Balance (A Delicate Balance)             | Edward Albee                                                 |        |
| 1968                                              |                                                              |        |
| pas de prix                                       | NC                                                           |        |
| 1969                                              |                                                              |        |
| The Great White Hope†                             | Howard Sackler                                               |        |

### Années 1970
| Année                                                 | Production                                                                              | Auteur |
| ----------------------------------------------------- | --------------------------------------------------------------------------------------- | ------ |
| 1970                                                  |                                                                                         |        |
| No Place to Be Somebody                               | Charles Gordone                                                                         |        |
| 1971                                                  |                                                                                         |        |
| The Effect of Gamma Rays on Man-in-the-Moon Marigolds | Paul Zindel                                                                             |        |
| 1972                                                  |                                                                                         |        |
| pas de prix                                           | NC                                                                                      |        |
| 1973                                                  |                                                                                         |        |
| That Championship Season†                             | Jason Miller                                                                            |        |
| 1974                                                  |                                                                                         |        |
| pas de prix                                           | NC                                                                                      |        |
| 1975                                                  |                                                                                         |        |
| Seascape                                              | Edward Albee                                                                            |        |
| 1976                                                  |                                                                                         |        |
| A Chorus Line (A Chorus Line)*                        | Michael Bennett, Nicholas Dante et James Kirkwood Jr., Marvin Hamlisch et Edward Kleban |        |
| 1977                                                  |                                                                                         |        |
| The Shadow Box†                                       | Michael Cristofer                                                                       |        |
| 1978                                                  |                                                                                         |        |
| The Gin Game                                          | Donald L. Coburn                                                                        |        |
| 1979                                                  |                                                                                         |        |
| Buried Child                                          | Sam Shepard                                                                             |        |

### Années 1980
| Année                                | Production                       | Auteur |
| ------------------------------------ | -------------------------------- | ------ |
| 1980                                 |                                  |        |
| Talley's Folly                       | Lanford Wilson                   |        |
| 1981                                 |                                  |        |
| Crimes du cœur (Crimes of the Heart) | Beth Henley                      |        |
| 1982                                 |                                  |        |
| A Soldier's Play                     | Charles Fuller                   |        |
| 1983                                 |                                  |        |
| 'night, Mother (en)                  | Marsha Norman                    |        |
| L'Ouest, le vrai (True West)         | Sam Shepard                      |        |
| 1984                                 |                                  |        |
| Glengarry Glen Ross                  | David Mamet                      |        |
| Fool for Love                        | Sam Shepard                      |        |
| Painting Churches                    | Tina Howe                        |        |
| 1985                                 |                                  |        |
| Sunday in the Park with George       | James Lapine et Stephen Sondheim |        |
| The Dining Room                      | A. R. Gurney                     |        |
| The Gospel at Colonus                | Lee Breuer, Bob Telson           |        |
| 1986                                 |                                  |        |
| pas de prix                          | NC                               |        |
| 1987                                 |                                  |        |
| Fences†                              | August Wilson                    |        |
| Broadway Bound                       | Neil Simon                       |        |
| A Walk in the Woods                  | Lee Blessing                     |        |
| 1988                                 |                                  |        |
| Driving Miss Daisy                   | Alfred Uhry                      |        |
| Boy's Life                           | Howard Korder                    |        |
| Talk Radio                           | Eric Bogosian                    |        |
| 1989                                 |                                  |        |
| The Heidi Chronicles†                | Wendy Wasserstein                |        |
| Joe Turner's Come and Gone           | August Wilson                    |        |
| M. Butterfly†                        | David Henry Hwang (en)           |        |

### Années 1990
| Année                                                | Production                      | Auteur |
| ---------------------------------------------------- | ------------------------------- | ------ |
| 1990                                                 |                                 |        |
| The Piano Lesson                                     | August Wilson                   |        |
| And What of the Night?                               | María Irene Fornés              |        |
| Love Letters                                         | A. R. Gurney                    |        |
| 1991                                                 |                                 |        |
| Lost in Yonkers†                                     | Neil Simon                      |        |
| Prelude to a Kiss                                    | Craig Lucas                     |        |
| Six degrés de séparation (Six Degrees of Separation) | John Guare                      |        |
| 1992                                                 |                                 |        |
| The Kentucky Cycle                                   | Robert Schenkkan (en)           |        |
| Conversations with My Father                         | Herb Gardner                    |        |
| Miss Evers' Boys                                     | David Feldshuh                  |        |
| Two Trains Running                                   | August Wilson                   |        |
| Sight Unseen                                         | Donald Margulies                |        |
| 1993                                                 |                                 |        |
| Angels in America: Millennium Approaches†            | Tony Kushner                    |        |
| The Destiny of Me                                    | Larry Kramer                    |        |
| Fires in the Mirror                                  | Anna Deavere Smith              |        |
| 1994                                                 |                                 |        |
| Three Tall Women                                     | Edward Albee                    |        |
| Keely and Du                                         | Jane Martin                     |        |
| A Perfect Ganesh                                     | Terrence McNally                |        |
| 1995                                                 |                                 |        |
| The Young Man from Atlanta                           | Horton Foote                    |        |
| The Cryptogram                                       | David Mamet                     |        |
| Seven Guitars                                        | August Wilson                   |        |
| 1996                                                 |                                 |        |
| Rent*                                                | Jonathan Larson                 |        |
| A Fair Country                                       | Jon Robin Baitz                 |        |
| Old Wicked Songs                                     | Jon Marans                      |        |
| 1997                                                 |                                 |        |
| pas de prix                                          | NC                              |        |
| Collected Stories                                    | Donald Margulies                |        |
| The Last Night of Ballyhoo†                          | Alfred Uhry                     |        |
| Pride's Crossing                                     | Tina Howe                       |        |
| 1998                                                 |                                 |        |
| How I Learned to Drive                               | Paula Vogel                     |        |
| Freedomland                                          | Amy Freed                       |        |
| Three Days of Rain                                   | Richard Greenberg               |        |
| 1999                                                 |                                 |        |
| Wit                                                  | Margaret Edson                  |        |
| Running Man                                          | Cornelius Eady et Diedre Murray |        |
| Side Man†                                            | Warren Leight                   |        |

### Années 2000
| Année                                | Production                                     | Auteur |
| ------------------------------------ | ---------------------------------------------- | ------ |
| 2000                                 |                                                |        |
| Dinner with Friends                  | Donald Margulies                               |        |
| In the Blood                         | Suzan-Lori Parks                               |        |
| King Hedley II                       | August Wilson                                  |        |
| 2001                                 |                                                |        |
| La Preuve (Proof)†                   | David Auburn                                   |        |
| The Play About the Baby              | Edward Albee                                   |        |
| The Waverly Gallery                  | Kenneth Lonergan                               |        |
| 2002                                 |                                                |        |
| Topdog/Underdog                      | Suzan-Lori Parks                               |        |
| The Glory of Living                  | Rebecca Gilman                                 |        |
| Yellowman                            | Dael Orlandersmith                             |        |
| 2003                                 |                                                |        |
| Anna in the Tropics                  | Nilo Cruz                                      |        |
| The Goat or Who Is Sylvia?†          | Edward Albee                                   |        |
| Take Me Out†                         | Richard Greenberg                              |        |
| 2004                                 |                                                |        |
| I Am My Own Wife†                    | Doug Wright                                    |        |
| Man from Nebraska                    | Tracy Letts                                    |        |
| Omnium Gatherum                      | Theresa Rebeck et Alexandra Gersten-Vassilaros |        |
| 2005                                 |                                                |        |
| Doubt: A Parable†                    | John Patrick Shanley                           |        |
| The Clean House                      | Sarah Ruhl                                     |        |
| Thom Pain (based on nothing)         | Will Eno                                       |        |
| 2006                                 |                                                |        |
| pas de prix                          | NC                                             |        |
| Miss Witherspoon                     | Christopher Durang                             |        |
| The Intelligent Design of Jenny Chow | Rolin Jones                                    |        |
| Red Light Winter                     | Adam Rapp                                      |        |
| 2007                                 |                                                |        |
| Rabbit Hole (en)                     | David Lindsay-Abaire (en)                      |        |
| Bulrusher                            | Eisa Davis                                     |        |
| Orpheus X                            | Rinde Eckert                                   |        |
| Elliot, a Soldier's Fugue            | Quiara Alegría Hudes                           |        |
| 2008                                 |                                                |        |
| August: Osage County†                | Tracy Letts                                    |        |
| Dying City                           | Christopher Shinn                              |        |
| Yellow Face                          | David Henry Hwang (en)                         |        |
| 2009                                 |                                                |        |
| Ruined                               | Lynn Nottage                                   |        |
| Becky Shaw                           | Gina Gionfriddo                                |        |
| In the Heights*                      | Lin-Manuel Miranda et Quiara Alegría Hudes     |        |

### Années 2010
| Année                                           | Production                  | Auteur |
| ----------------------------------------------- | --------------------------- | ------ |
| 2010                                            |                             |        |
| Next to Normal                                  | Tom Kitt et Brian Yorkey    |        |
| Bengal Tiger at the Baghdad Zoo                 | Rajiv Joseph                |        |
| The Elaborate Entrance of Chad Deity            | Kristoffer Diaz             |        |
| In the Next Room (or The Vibrator Play)         | Sarah Ruhl                  |        |
| 2011                                            |                             |        |
| Clybourne Park†                                 | Bruce Norris                |        |
| Detroit                                         | Lisa D'Amour                |        |
| A Free Man of Color                             | John Guare                  |        |
| 2012                                            |                             |        |
| Water by the Spoonful                           | Quiara Alegría Hudes        |        |
| Other Desert Cities                             | Jon Robin Baitz             |        |
| Sons of the Prophet                             | Stephen Karam               |        |
| 2013                                            |                             |        |
| Disgraced                                       | Ayad Akhtar                 |        |
| Rapture, Blister, Burn                          | Gina Gionfriddo             |        |
| 4000 Miles                                      | Amy Herzog                  |        |
| 2014                                            |                             |        |
| The Flick                                       | Annie Baker                 |        |
| The (Curious Case of the) Watson Intelligence   | Madeleine George            |        |
| Fun Home*                                       | Jeanine Tesori et Lisa Kron |        |
| 2015                                            |                             |        |
| Between Riverside and Crazy                     | Stephen Adly Guirgis        |        |
| Marjorie Prime                                  | Jordan Harrison             |        |
| Father Comes Home From the Wars (Parts 1, 2, 3) | Suzan-Lori Parks            |        |
| 2016                                            |                             |        |
| Hamilton*                                       | Lin-Manuel Miranda          |        |
| The Humans†                                     | Stephen Karam               |        |
| Gloria                                          | Branden Jacobs-Jenkins      |        |
| 2017                                            |                             |        |
| Sweat                                           | Lynn Nottage                |        |
| A 24-Decade History of Popular Music            | Taylor Mac                  |        |
| The Wolves                                      | Sarah DeLappe               |        |
| 2018                                            |                             |        |
| Cost of Living                                  | Martyna Majok               |        |
| Everybody                                       | Branden Jacobs-Jenkins      |        |
| The Minutes                                     | Tracy Letts                 |        |
| 2019                                            |                             |        |
| Fairview                                        | Jackie Sibblies Drury       |        |
| Dance Nation                                    | Clare Barron                |        |
| What the Constitution Means to Me               | Heidi Schreck               |        |

### Années 2020
| Année                        | Production                               | Auteur |
| ---------------------------- | ---------------------------------------- | ------ |
| 2020                         |                                          |        |
| A Strange Loop (en)          | Michael R. Jackson (en)                  |        |
| Heroes of the Fourth Turning | Will Arbery                              |        |
| Soft Power                   | David Henry Hwang (en) et Jeanine Tesori |        |